# Eddie B. Wahr
Eddie B. Wahr (Kupang, 21 augustus 1952) is een Nederlandse acteur, cabaretier en muzikant (percussie).

## Orkater
Eddie B. Wahr was in 1971 een van de grondleggers van het Nederlandse Hauser Kamerorkest, waartoe ook Dick Hauser, Rob Hauser, Gerard Atema en Thijs van der Poll behoorden. Bij de vorming van de muziektheatergroep Hauser Orkater gingen ook Chris Bolczek, Jim van der Woude, de broers Alex van Warmerdam, Marc van Warmerdam en Vincent van Warmerdam en Josée van Iersel deel uitmaken van het gezelschap. Deze groep, die een mengeling van absurd theater, bijzondere beelden en eigenzinnige popmuziek maakte, boekte  binnen en buiten Nederland grote successen, onder meer met het programma Zie de mannen vallen. Wahr acteerde, zong en drumde in deze voorstellingen.
Na het uiteenvallen van Hauser Orkater in 1980 vormde Eddie B. Wahr samen met onder meer Vincent van Warmerdam de popgroep Just like Eddie. Wahr begeleidde deels met deze muzikanten, deels alleen Freek de Jonge en Bram Vermeulen (artiest). Hij bleef aan de erfopvolgers van Hauser Orkater verbonden.

## NUHR
In 1997 voegde Wahr zich bij Niet Uit Het Raam (NUHR), de in 1987 opgerichte Nederlandse cabaretgroep die naast Wahr bestaat uit Joep van Deudekom, Peter Heerschop en Viggo Waas. Daarmee behoorde hij ook tot het grotere gezelschap De Ploeg met, behalve NUHR-leden, onder meer Titus Tiel Groenestege, Han Römer en Genio de Groot.
NUHR maakte en maakt succesvolle theaterprogramma’s, met Draai Het Eens Om (2015) als een van de meest bijzondere voorstellingen. Deze leek het afscheid van de groep in te luiden en stelde zeer indringend de leukemie van Wahr aan de orde. Zijn ziekte dwong Wahr tijdelijk te stoppen met optreden, maar in 2016 voegde hij zich weer bij NUHR.
Naast de voorstellingen met NUHR geeft Wahr geregeld andere muziekvoorstellingen, onder meer met Eddie’s Elektroshop tijdens het jaarlijkse performance-festival De Parade.  